# Лугано (озеро)

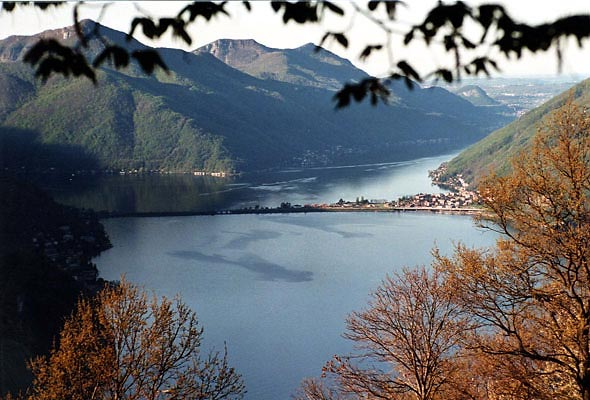
Вид на озеро і греблю Меліде

Луга́но (Lugano італ. Lago di Lugano або Ceresio) — озеро біля підніжжя Альп, в Італії та Швейцарії; 49 км², глибина до 288 м; дуже почленоване; судноплавне. Висота дзеркала 271 м над рівнем моря, разом з озером Орта найвище з італійських озер; одна частина належить швейцарському кантону Тічино, інша — італійській провінції Комо. 
Озеро, назване на честь міста Лугано, знаходиться між озерами Комо та Маджоре.
Згідно з Григорієм Турським (590) назва Ceresio походить від латинського слова Cerasus, тобто вишня, і названо через велику кількість вишневих дерев, які свого часу прикрашали береги озера. В документах озеро з'являється  у 804, де вперше згадується під назвою Laco Luanasco
Озеро має площу 48,7 км² з них 63% знаходиться в Швейцарії і 37% в Італії. Разом з анклавом Кампьоне-д'Італія, має середню ширину приблизно в кілометрі, максимальна глибина 288 м, є у Північному басейні.
У 1848 році озером на морені була побудована дамба Меліде між Меліде і Біссоне з метою прокладання дороги через озеро і забезпечення прямого зв'язку між Лугано і К'яссо. Сьогодні дамбою прокладено також залізницю Готтардбан і автостраду А2 .
Довжина від Порлецці до Понте-Трезо 33 км, ширина ½-3 км. Розпадається на декілька рукавів і заток. Головні річки: Куччіо з долини Каварнья впадає в затоку Порлецца, Кассарате — в бухту Лугано, і Аньо, або Ведеггія, що приносить води Монте-Ченере. З Луґано витікає в озеро Маджоре річка Треза, 14 км. Прозора темно-зелена вода багата рибою: фореллю, вуграми, линями. Періодичні вітри: бриза (північний) і брева (південний). Порлеццина (східний) приносить іноді сильні бурі. Мальовнича лінія берега, красиві контури порфірних, доломітових і слюдяно-сланцевих гір, перерізаних вузькими долинами і маленькими рівнинами, на зелені яких розкидано 30 містечок, численні замки, вілли, монастирі, каплиці, церкви; гори Чима дель Арабіоне (1807 м), Дугенерозо, Бре, Сальваторе — все це робить озеро Лугано, незважаючи на менші розміри, суперником Маджоре і Комо.

## Ресурси Інтернету
- Lake Lugano Navigation Company [Архівовано 25 лютого 2008 у Wayback Machine.] (італ.) -- Includes timetables
- Legambiente [Архівовано 23 грудня 2020 у Wayback Machine.]
- CIPAIS Commissione Internazionale per la Protezione delle Acque Italo-Svizzere [Архівовано 14 квітня 2009 у Wayback Machine.] (італ.) limnologic reports
- Лугано (озеро) німецькою, французькою та італійською //  Історичний словник Швейцарії.
- Convenzione del 2 dicembre 1992 fra la Svizzera e l’Italia per la disciplina della navigazione sul lago Maggiore e sul lago di Lugano (con R e all.) [Архівовано 14 квітня 2012 у Wayback Machine.] (італ.) (нім.) (фр.) agreement on navigation
- Convenzione del 19 marzo 1986 tra la Confederazione Svizzera e la Repubblica Italiana per la pesca nelle acque italo-svizzere [Архівовано 17 травня 2013 у Wayback Machine.] (італ.) (нім.) (фр.) agreement on shipping
- Waterlevels at Ponte Tresa [Архівовано 2 квітня 2015 у Wayback Machine.] from the Federal Office for the Environment
- Waterlevels at Melide, Ferrera [Архівовано 2 квітня 2015 у Wayback Machine.] from the Federal Office for the Environmen